# Coupe de Luxembourg 1925-1926
La Coppa di Lussemburgo 1925-1926 è stata la 5ª edizione della coppa nazionale lussemburghese disputata tra il 4 ottobre 1925 e il 25 aprile 1926 e conclusa con la vittoria del Red Boys Differdange, al suo secondo titolo (consecutivo).

## Formula
Eliminazione diretta in gara unica.

## Ottavi di finale
| Squadra 1          | Risultato | Squadra 2             |
| ------------------ | --------- | --------------------- |
| 4 ottobre 1925     |           |                       |
| Alliance Dudelange | 1 − 3     | Red Boys Differdange  |
| Aris Bonnevoie     | 1 − 3     | Union Luxembourg      |
| Chiers Rodange     | 1 − 3     | Jeunesse Esch         |
| Differdange        | 1 − 4     | Stade Dudelange       |
| Mansfeldia Clausen | 2 − 7     | Red Black Pfaffenthal |
| Pétange            | 1 − 6     | Fola Esch             |
| Progrès Grund      | 4 − 2     | Progrès Niedercorn    |
| Rumelange          | 1 - 2     | US Esch               |

## Quarti di finale
| Squadra 1                   | Risultato   | Squadra 2             |
| --------------------------- | ----------- | --------------------- |
| 3 gennaio e 7 febbraio 1926 |             |                       |
| Stade Dudelange             | 1 − 2       | Red Black Pfaffenthal |
| Jeunesse Esch               | 1 − 1/2 - 4 | Fola Esch             |
| Red Boys Differdange        | 7 - 0       | Progrès Grund         |
| Union Luxembourg            | 5 − 3       | US Esch               |

## Semifinali
| Squadra 1             | Risultato | Squadra 2            |
| --------------------- | --------- | -------------------- |
| ? marzo 1926          |           |                      |
| Fola Esch             | 1 − 2     | Union Luxembourg     |
| Red Black Pfaffenthal | 1 − 9     | Red Boys Differdange |

## Finale
| Arbitro: | Humus |

|     |           |     |
| Gol | Marcatori | Gol |